# Gabriel Radomir da Bulgária
Gabriel Radomir (em búlgaro: Гаврил Радомир; romaniz.: Gavril Radomir) ou Gabriel Romano em grego medieval: Γαβριὴλ Ρωμανός; romaniz.: Gabriel Romanos) foi o imperador da Bulgária de outubro de 1014 e agosto (ou setembro) de 1015. Ele era filho de Samuel da Bulgária. Durante o reinado do pai, seu primo, João Vladislau, e toda a família dele foram sentenciados à morte por Samuel por traição. Somente a intervenção de Gabriel os salvou. Descrito como um guerreiro galante e habilidoso, acredita-se também que ele tenha salvo a vida do pai na desastrosa derrota na Batalha de Esperqueu.
Por volta da mesma época que o imperador bizantino Basílio II Bulgaróctono capturou a maior parte do exército de Samuel, suas forças derrotaram o exército de Teofilacto Botaniates na Batalha de Estrúmica. Tendo herdado a guerra de Samuel contra os bizantinos, Gabriel continuou os raides contra o território imperial e chegou próximo de Constantinopla. Os bizantinos conseguiram arregimentar o apoio de João Vladislau e que devia a vida a Gabriel. João assassinou Radomir numa caçada em Ostrovo e depois tomou o trono para si.
Algumas fontes ligam Gabriel Radomir com a seita dos bogomilos, um movimento herético muito popular surgido na região da Macedônia durante o reinado de seu pai.

## Família
Gabriel Radomir se casou duas vezes. Seu filho, Pedro Deliano, teve um papel fundamental na primeira tentativa de restaurar a independência da Bulgária décadas depois.